# Edgewood, Kentucky
Edgewood är en stad i Kenton County, Kentucky, USA. År 2000 hade orten 9 400 invånare. Den har enligt United States Census Bureau en area på 10,8 km², allt är land.